# Katarski kryzys dyplomatyczny

Zaangażowanie w kryzys katarski

Katarski kryzys dyplomatyczny – konflikt dyplomatyczny między Katarem a grupą państw arabskich, rozpoczęty 5 czerwca 2017 roku w związku z rywalizacją o dominację na Bliskim Wschodzie i trwający do 5 stycznia 2021 roku.

## Przebieg

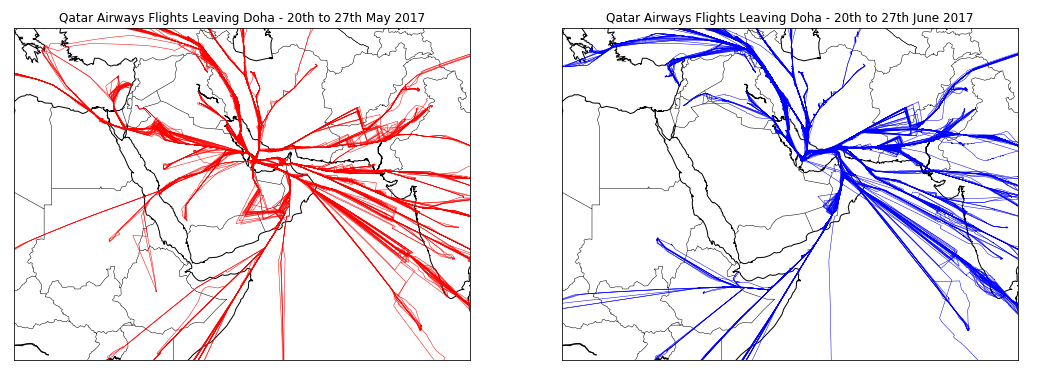
Porównanie tras samolotów Qatar Airways przed i po wprowadzeniu blokady

5 czerwca 2017 Arabia Saudyjska, Zjednoczone Emiraty Arabskie, Bahrajn, Jemen, Egipt i Malediwy ogłosiły zerwanie stosunków dyplomatycznych z Katarem, zawiesiły połączenia lotnicze z tym krajem, a Arabia Saudyjska zamknęła granicę lądową z Katarem, czyli jedyną granicę lądową tego kraju. Oficjalnym powodem zerwania stosunków było oskarżenie Kataru o podsycanie konfliktów na Bliskim Wschodzie i wspieranie przez to państwo terroryzmu, jednak przyczyną była niezależna polityka zagraniczna Kataru, który usiłował współpracować gospodarczo z Iranem.
Jako możliwą zachętę do podjęcia działań przeciw Katarowi uznaje się udaną wizytę prezydenta USA Donalda Trumpa w Arabii Saudyjskiej. Amerykański prezydent początkowo poparł działania przeciw Katarowi, ostatecznie jednak amerykańska dyplomacja zaangażowała się w godzenie stron konfliktu. Arabia Saudyjska i Katar pozostały sojusznikami Stanów Zjednoczonych i nadal współpracowały z nimi wojskowo (w Katarze mieściła się amerykańska baza lotnicza wykorzystywana do nalotów na Państwo Islamskie). Amerykańskie i kuwejckie próby mediacji, podobnie jak wezwania do deeskalacji ze strony dyplomacji Unii Europejskiej, nie przyniosły oczekiwanego załagodzenia konfliktu
Pod koniec miesiąca Arabia Saudyjska, Zjednoczone Emiraty Arabskie, Bahrajn i Egipt przedstawiły Katarowi dziesięciodniowe ultimatum, żądając zerwania stosunków z organizacjami terrorystycznymi, do których zaliczono Państwo Islamskie, Al-Kaidę, Hezbollah i Bractwo Muzułmańskie, zamknięcia tureckiej bazy wojskowej, rozluźnienia stosunków z Iranem, wydania terrorystów znajdujących się na katarskim terytorium, zamknięcia telewizji Al-Dżazira i wypłaty odszkodowań za straty z tytułu blokady. Ultimatum zostało przedłużone o dwa dni, ale Katar odrzucił wszystkie żądania. Kraje arabskie postanowiły kontynuować blokadę, jednak nie zdecydowano się rozszerzać jej zakresu.
11 lipca 2017 sekretarz stanu Rex Tillerson podpisał w Katarze porozumienie z tym państwem w sprawie zwalczania finansowania terroryzmu, a kilka dni wcześniej Stany Zjednoczone sprzedały Katarowi 36 myśliwców F-15. Jednocześnie Amerykanie zachęcali Arabię Saudyjską do zakończenia konfliktu z Katarem i negocjowania warunków kompromisowego porozumienia. 12 lipca 2017 władze saudyjskie oraz ich sojusznicy ogłosili, że amerykańsko-katarska umowa jest niewystarczająca do zakończenia kryzysu. Ponowne wezwanie do rozmów wystosowała najwyższa przedstawicielka unijnej dyplomacji Federica Mogherini i prezydent Turcji Recep Tayyip Erdoğan.
4 stycznia 2021 roku wieczorem Arabia Saudyjska otwarła swoje granice lądowe, morskie oraz przestrzeń powietrzną, w ten sposób kończąc bojkot Kataru; o przełomie poinformowały władze katarskie, a także przedstawiciele Kuwejtu i USA – krajów biorących udział w wypracowaniu porozumienia. Następnego dnia, 5 stycznia, w saudyjskim mieście Al-Ula odbył się doroczny szczyt Rady Współpracy Zatoki Perskiej (GCC), w trakcie którego podpisano umowę pokojową. W szczycie brali udział m.in. pełniący funkcję gospodarza książę Muhammad ibn Salman ibn Abd al-Aziz Al Su’ud oraz emir Kataru szejk Tamim ibn Hamad Al Sani. W wypracowanie porozumienia zaangażowani byli m.in. emir Kuwejtu szejk Sabah al-Ahmad al-Dżabir as-Sabah oraz zięć ustępującego prezydenta USA Donalda Trumpa, Jared Kushner.